# Grosse Île (archipel de L'Isle-aux-Grues)
Pour les articles homonymes, voir Grosse-Île.
La Grosse Île est une île du Québec (Canada), dans le fleuve Saint-Laurent. Elle fait partie de l'archipel de L'Isle-aux-Grues. Cette île de 2 800 m sur 800 se trouve dans la municipalité de Saint-Antoine-de-l'Isle-aux-Grues. Elle est aujourd’hui fortement associée à l’histoire de l’immigration irlandaise au Québec et au Canada en raison de la station de quarantaine qui y fut active entre 1832 et 1937. On y trouve maintenant le Lieu historique national de la Grosse-Île-et-le-Mémorial-des-Irlandais.

## Histoire

### Avant la station de quarantaine
Grosse-Île (connue au XVIIe siècle sous le nom de l’île de Grâce) est concédée au gouverneur Charles Huault de Montmagny en 1646. Grosse-Île n’aurait pas été habitée au cours du XVIIIe siècle, mais la chasse y aurait été pratiquée. Ceci est connu car l’Intendant Gilles Hocquart interdit toute chasse sur l’île sans l'accord du seigneur. Avant la mise en place d’une station de quarantaine en 1832, l’île aurait été déserte.

### Débuts de la station de quarantaine
Le choléra se propage rapidement en Asie vers 1826, avant d’atteindre la partie européenne de la Russie vers 1831, puis l’Europe occidentale. Anticipant l’arrivée prochaine du choléra en Amérique du Nord, des magistrats et citoyens de Québec exigent par lettres et pétitions que le gouvernement britannique intervienne pour appliquer les lois déjà en place concernant les passagers à bord des navires traversant l'Atlantique, et pour demander « expressément que les lois de quarantaine de la colonie soient bien appliquées ».
Le gouvernement du Bas-Canada établit à Grosse-Île un lieu de quarantaine pour les immigrants arrivant par le fleuve Saint-Laurent. Un poste de quarantaine existait déjà à la Pointe-Lévy, mais on le trouvait trop près de Québec. La station de quarantaine entre officiellement en fonction en mai 1832 avec la construction d’une boulangerie, de maisons pour le personnel soignant, de « hangars » pour les couchettes des malades, ainsi qu’un poste de signalisation. Dès l’ouverture de la station de quarantaine en 1832, tout navire transatlantique en direction de Québec doit s’arrêter à Grosse-Île, et se conformer à certains règlements :
« Ils [les navires] devaient s’arrêter pour inspection à un endroit indiqué par des bouées. Lorsque quiconque à bord avait été en contact avec un agent contagieux, les pilotes devaient ancrer les navires identifiés par « un drapeau bleu flottant devant le mât de misaine ». Tous les navires devaient avoir un certificat médical avant de mettre les voiles pour Québec, à quelques trente milles en amont. Ils devaient subir une autre inspection officielle rendus à Québec; on prenait connaissance du certificat émis à la Grosse-Île, et les passagers étaient de nouveau examinés avant que ne soit hissé un drapeau rouge qui autorisait le débarquement. »
Un médecin inspecteur montait à bord pour vérifier s’il y avait des malades à bord, et ne permettait au navire de poursuivre son trajet que s’il était satisfait que ce ne fut pas le cas. À certains moments, ce rôle est rempli par des officiers de la marine qui ne sont pas médecins.
Les immigrants irlandais ne sont pas les seuls à transiter par Grosse-Île. Par exemple, des immigrants anglais, écossais, allemands et norvégiens transitent aussi par la station de quarantaine au cours du XIXe siècle. Par contre, les Irlandais arrivent à la station en si grand nombre et dans des conditions si piètres que le nom de Grosse-Île est rapidement associé à l’histoire des immigrants irlandais et à la mémoire collective de cette communauté.

### 1847

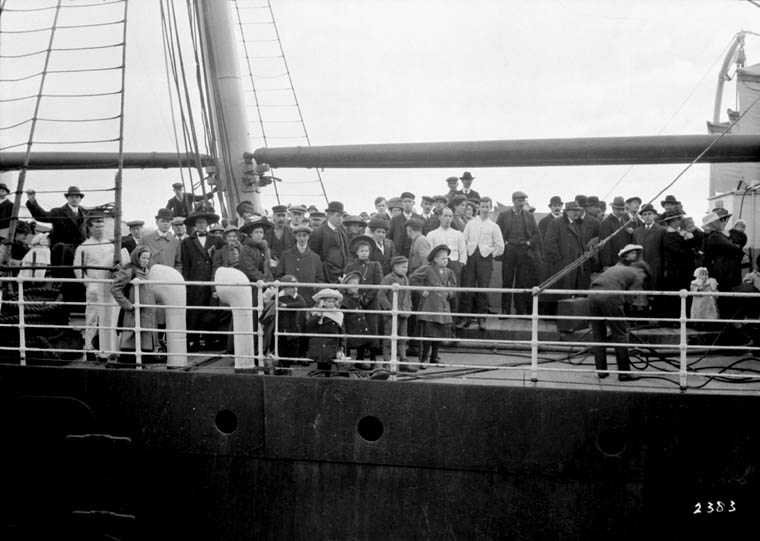
Bateau à vapeur Lac Champlain arrivant au port, Québec, oct. 1911

L’année 1847 est une année charnière à Grosse-Île. Près de 60 000 immigrants irlandais y débarquent, bon nombre d’entre eux souffrant de fièvre et de malnutrition à la suite des impacts de la famine qui sévit alors en Irlande.

Les premiers signes de pommes de terre qui pourrissaient à même le sol apparaissent à l'automne 1845. L’on sait maintenant que ce phénomène était dû au mildiou de la pomme de terre causé par un micro-organisme du nom du Phytophthora infestans. C'est en 1846, une fois les réserves de pomme de terre de l'année précédente épuisées, que des Irlandais commencent à mourir de faim en grands nombres. Bien que les récoltes de pommes de terre de toute l’Europe sont ainsi affligées au cours des années 1840, l’impact en Irlande est particulièrement dévastateur car la pomme de terre y était presque une monoculture. À cette époque un homme irlandais peut manger de 4 à 5 kilogrammes de pommes de terre par jour, et une femme, de 2 à 3 kilogrammes. On estime qu’environ un million d’Irlandais (sur une population en 1841 de 8,5 millions de personnes) périssent de cette famine, et qu’environ un million et demi d’autres sont contraints de quitter l’Irlande. D’ailleurs, le surintendant médical de Grosse-Île, le Dr George M. Douglas, prévient le gouverneur général du Canada en 1846 qu’il anticipe une augmentation significative du nombre d’immigrants irlandais, dont plusieurs sont malades, en raison des mauvaises récoltes de pommes de terre en Irlande. C'est sans compter que la traversée de l'Atlantique se faisait souvent à bord de navires marchands dans des conditions surpeuplées et insalubres propices à la propogation du typhus. Les historiens André Charbonneau et André Sévigny expliquent ainsi l’impact de cette immigration de masse : « Et si, chez les riverains du grand fleuve particulièrement, la marée humaine de 1847 s’est instantanément inscrite dans l’histoire, son souvenir et son pouvoir évocateur exceptionnel l’ont, du même coup, catapultée dans la légende ». 

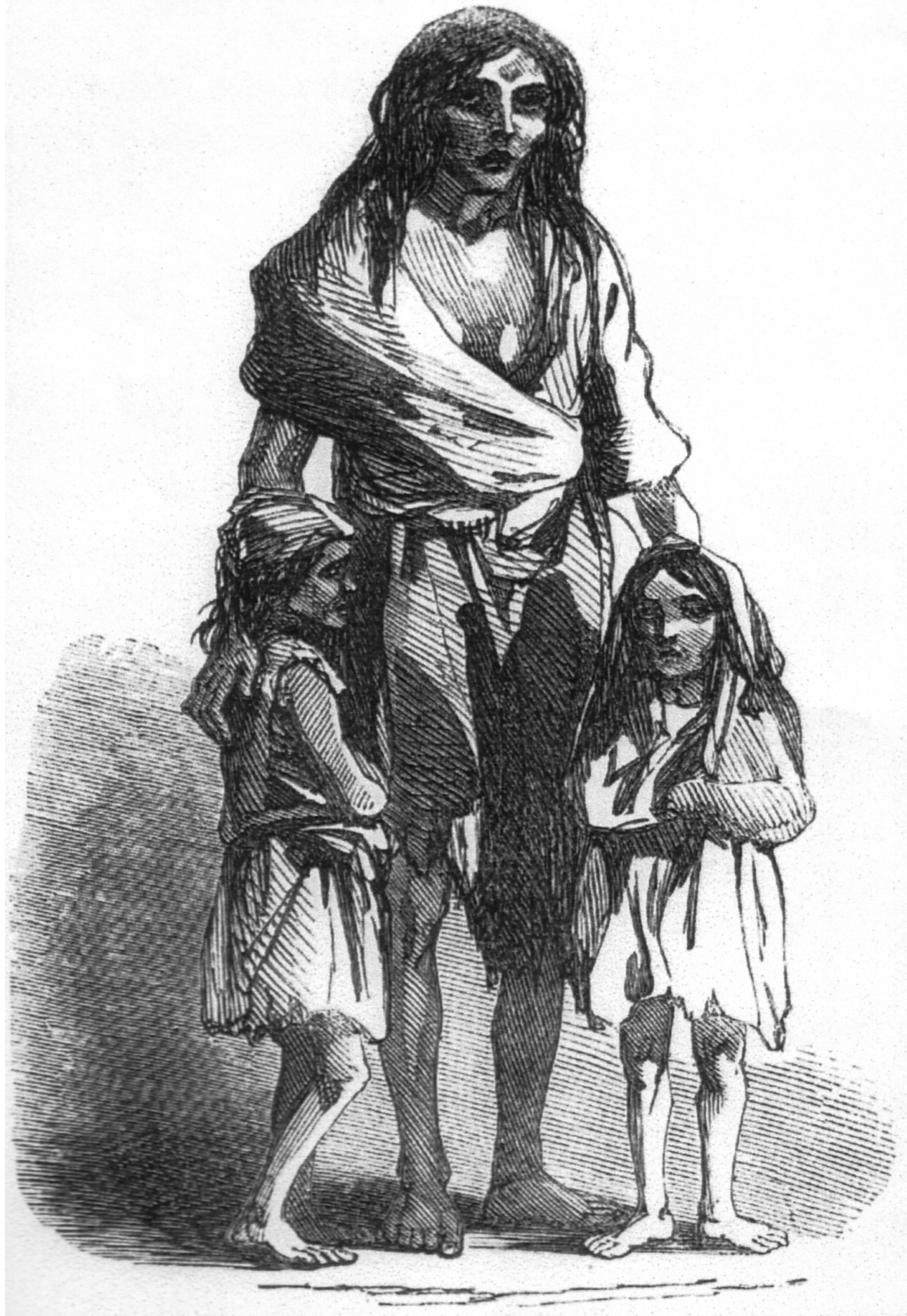
Dessin célèbre de Bridget O'Donnel et ses enfants en 1849, souffrant des effets de la famine de la pomme de terre

Les émigrants irlandais arrivent donc à Grosse-Île avec un système immunitaire affaibli par un manque de nourriture, et sont plus nombreux que d’habitude à tomber malade et à mourir en quarantaine. En 1846, l’hôpital de Grosse-Île reçoit deux fois le nombre habituel de patients. L’année suivante, les autorités à Grosse-Île sont prises de cours par l’ampleur de la vague migratoire, ainsi que par les ravages causés par le typhus, entre le 3 mai et le 1er novembre 1847. Au début du mois de mai, il y a 200 lits réservés aux malades à la station de quarantaine de Grosse-Île; on anticipe, selon le nombre de malades des années précédentes, que ce sera amplement suffisant. Cependant, 285 malades doivent être accueillis en quatre jours seulement (du 14 au 19 mai), et le nombre de passagers en santé dépasse les capacités des abris présents sur l’île. Ces passagers en santé sont contraints de rester sur les navires en quarantaine. Alors que les navires ne cessent d’arriver à la station, on enterre vers la fin-mai entre 50 et 60 personnes par jour sur l’île. Des médecins supplémentaires sont assignés à la station et des tentes et hôpitaux supplémentaires sont érigés pour pallier les lacunes. Les conditions sanitaires et la promiscuité sur l'île, où des centaines de personnes malades côtoient des gens encore en santé, aggravent la contagion.
Une réponse gouvernementale à cette crise s’organise à partir de juin 1847. Le 25 juin, le gouvernement du Canada-Uni, devant l'ampleur des dépenses occasionnées, proteste auprès du gouvernement impérial, qui semblait faire peu de cas de ses sujets irlandais. Le gouverneur général fait construire des abris supplémentaires pouvant accueillir 2 000 malades, et fait amener des provisions par bateau-vapeur à l’île et aux navires en quarantaine. Certaines recommandations d’une commission d’enquête sont aussi appliquées, dont le recrutement de personnel médical additionnel, l’accueil sur l’île de tous les malades encore sur les navires et la construction d’abris et d’hôpitaux pour accueillir toutes ces personnes. Il en résulte qu’en début juillet 1847, de plus en plus de gens sont mieux soignés. Par contre ce répit n’est que temporaire; les ravages du typhus s'intensifient le mois suivant. Alors qu’en juillet le nombre quotidien moyen de malades hospitalisés est de 1 454, en août il est de 2 021. Au mois d’août il y a à chaque semaine entre 225 et 325 décès. Les mesures sanitaires en vigueur à la station de quarantaine sont resserrées, car certaines personnes y ayant transité et ayant été déclarées être en bonne santé tombent malades une fois en route vers Montréal. Une quarantaine plus sévère est imposée aux passagers des navires où il y a des malades: 20 jours d'attente à bord, ou 7 jours après le dernier cas de maladie sur le navire en question. L’afflux de navires passant par la station ralentit à partir de septembre 1847, le nombre moyen quotidien de malades admis dans les hôpitaux ayant fléchit à 1 330. Ce fléchissement de la contagion permet au surintendant de finir d’organiser la station de quarantaine de façon optimale: on y retrouve éventuellement « des hôpitaux avec literie capables de recevoir 2 000 malades, deux autres, dans l’est, pouvant prendre soin de 300 convalescents, une douzaine d’abris permettant d’héberger 3 500 voyageurs en santé, des cuisines, des lavoirs, des quartiers de policiers, des logements pour médecins et fonctionnaires, etc. Seul manquait un quai, ou débarcadère, à la pointe est de l’île, pour aider à l’embarquement et au débarquement des émigrés sains et de leurs bagages ». » En octobre, les autorités commencent à évacuer les émigrants de Grosse-Île vers Montréal et Québec en prévision de la fermeture de la station pour l’hiver. En date du 12 octobre, on ne compte plus que 400 immigrants sur l’île. Le 21 octobre, il ne reste désormais plus que quelques membres du personnel de la station, qui est officiellement fermée pour l’hiver le 3 novembre.
Les récits des événements de 1847 à Grosse-Île portent une attention particulière à l’aide apportée aux immigrants irlandais par la population locale. Outre les policiers et le personnel médical, plusieurs membres du clergé – autant catholiques que protestants – viennent offrir aide médicale et secours spirituel aux malades tout au long de l’été 1847. Comme les autres employés de la station, ces gens prennent le risque de contracter le typhus et d’en mourir afin de venir en aide aux immigrants. On estime que 44 membres du personnel de la station périssent dans l’exercice de leurs devoirs.
Plusieurs citoyens fournissent aussi de l’aide selon leurs moyens, ou écrivent aux autorités pour réclamer « qu’on leur [les immigrants] fournisse de l’emploi dans les travaux publics et que l’on finance les soins aux orphelins ». Plusieurs familles canadiennes-françaises adoptent des orphelins irlandais dont les parents sont morts à Grosse-Île ou durant la traversée de l’Atlantique; plusieurs de ces enfants vont d'ailleurs conserver leur nom de famille d'origine. Des registres comme ceux de l’Asile catholique de Québec, par exemple, nous fournissent les noms de certains de ces orphelins, ainsi que ceux de leurs parents adoptifs. Cependant, comme l’indique l’historienne Marianna O'Gallagher, les réactions de la population canadienne face aux immigrants irlandais vont « de l’hostilité et du désintéressement à l’accueil chaleureux et au dévouement ». Par exemple, en juin 1847 des citoyens de Québec, craignant la contagion, détruisent un hôpital temporaire pour migrants qui avait été érigé près du port du Québec.

#### Statistiques

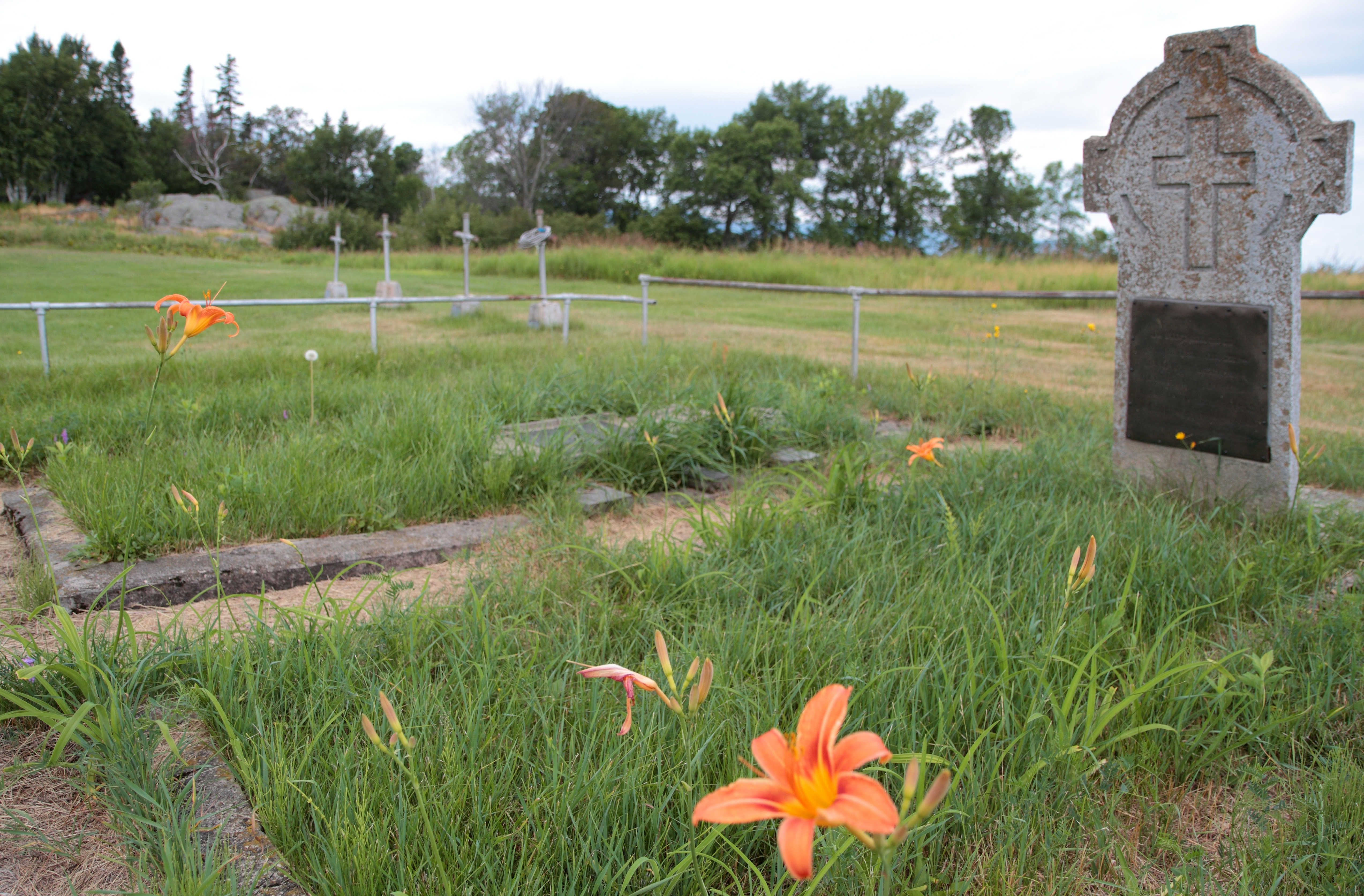
Des tombes à Grosse-Île

Le bilan de l’été 1847 peut se résumer ainsi: plus de 90 000 immigrants débarquent à Québec, 400 navires sont inspectés à Grosse-Île, 8 691 personnes sont hospitalisées sur l’île (dont 3 238 y meurent) et 5 293 autres qui étaient déjà décédés à bord de leur navire durant la traversée de l’Atlantique.
Certains historiens font toutefois état d’écarts et de contradictions dans les statistiques d’arrivées, de malades, et de décès. Michael Quigley explique l’impact de certains problèmes méthodologiques sur les statistiques des immigrants arrivés à Grosse-Île: certaines statistiques d’immigration en provenance de Grande-Bretagne sont erronées, car certains bateaux initialement destinés aux États-Unis sont redirigés vers des ports en Amérique du Nord britannique.
Un autre problème survient si on considère que dans certains cas les passagers de navires sont comptés selon différentes définitions d’un « statute adult » selon la réglementation en vigueur sur les navires britanniques de l’époque. Un « statute adult » peut représenter une personne âgée de 14 ans ou plus, une mère et son enfant âgé de moins d’un an, ou deux enfants âgés entre un an et quatorze ans. Cela explique pourquoi, par exemple, un navire pouvait officiellement déclarer transporter 633 « adultes », malgré le fait qu’il y avait pourtant 816 personnes à bord.
André Charbonneau et André Sévigny indiquent que le nombre total de sépultures à Grosse-Île est difficile à établir avec précision, citant comme cause « l’imprécision des chiffres relatifs aux décès survenus à bord des navires, au moment de la quarantaine, le nombre de corps qui ont été débarqués pour être ensevelis dans le cimetière de la Grosse-Île étant difficile à évaluer ».
Autre source d’incertitude: les autorités ont gardé des traces officielles uniquement pour les arrivants qui devaient être hospitalisés. Peu ou pas de traces existent de ceux dont l’état de santé ne nécessitait pas l'hospitalisation.
Malgré l’incertitude des chiffres, selon l’historien Michael Quigley, il est moins important d’arriver à un chiffre précis, que de reconnaître le caractère sacré de l’île pour les Irlandais et les Irlandaises, vu la souffrance et les décès qui ont marqué l'histoire de Grosse-Île.

## Ralentissements des activités de la station de quarantaine
En 1857, le gouvernement britannique transfère la responsabilité de la station de quarantaine au gouvernement du Canada, qui l’a dévolu au ministère de l’Agriculture, déjà très impliqué à l’époque dans la promotion de l’immigration. Le Dr Douglas demeure en poste comme surintendant civil de l’île jusqu’en 1864, avant d’être remplacé par le Dr Anthony Von Iffland (jusqu’en 1869), auquel succède le Dr Frédérick Montizambert (jusqu’en 1899), et ensuite le Dr G. E. Martineau (jusqu’en 1929). Pendant cette période (1857 à 1929) il y a des moments où les infrastructures médicales de l’île sont moins utilisées que d’habitude, car moins de maladies sont détectées sur les navires. L'entretien des installations de débarquement est alors négligé. Durant la deuxième moitié du XIXe siècle, sous la direction du Dr Montizambert, la mission de Grosse-Île comme station de quarantaine est revue. Jadis vouée à une quarantaine de détention des navires, elle devient le site d’une quarantaine de désinfection et de prévention. Ce changement reflète de nouvelles avancées scientifiques de l’époque sur la compréhension de la transmission des maladies. Par exemple, dans les années 1890, des dispositifs de désinfection à base d’eau chaude et de bichlorure de mercure sont utilisés pour réduire le risque de propagation du choléra qui avait resurgi en Europe,.
Au cours des années 1930, la pertinence de Grosse-Île comme station de quarantaine est remise en question. Cela s’explique en grande partie par l’ouverture de quarantaines sanitaires à Montréal et à Québec, ainsi que par un meilleur contrôle des maladies au XXe siècle, par rapport au XIXe. Aussi les compagnies de paquebots préfèrent que leurs bateaux se rendent, dans la mesure du possible, directement à Montréal plutôt que de s’arrêter à Québec ou à Grosse-Île. Ces facteurs réduisent considérablement le rôle de Grosse-Île dans la navigation sur le fleuve Saint-Laurent. Alors que l’île est de moins en moins utilisée comme lieu de quarantaine, elle est placée sous la juridiction du ministère des Travaux Publics en 1937. À l’automne 1937, des journaux de Québec annoncent la fermeture de la station; les activités de quarantaine cessent pour de bon en 1938, et les derniers dossiers médicaux sont fermés en janvier 1939.
Lors de la Deuxième guerre mondiale, le ministère de la défense nationale prend le contrôle de l’île et y établit une station de recherche axée sur la guerre bactériologique. De 1942 à 1956, l'île est le lieu d'expériences bactériologiques secrètes des armées canadienne et américaine. On y fait entre autres des expériences sur la maladie du charbon et sur l'anthrax.
Plus tard, à la demande du ministère de l’Agriculture, une station de quarantaine pour le bétail importé est mise en place.

## Commémorations
Le Dr George M. Douglas, surintendant médical de la station de quarantaine en 1847, fait ériger vers 1849 un petit monument de marbre pour honorer les médecins morts au cours de leurs efforts pour sauver les malades,. Ce monument serait le premier de la sorte à être érigé à Grosse-Île.

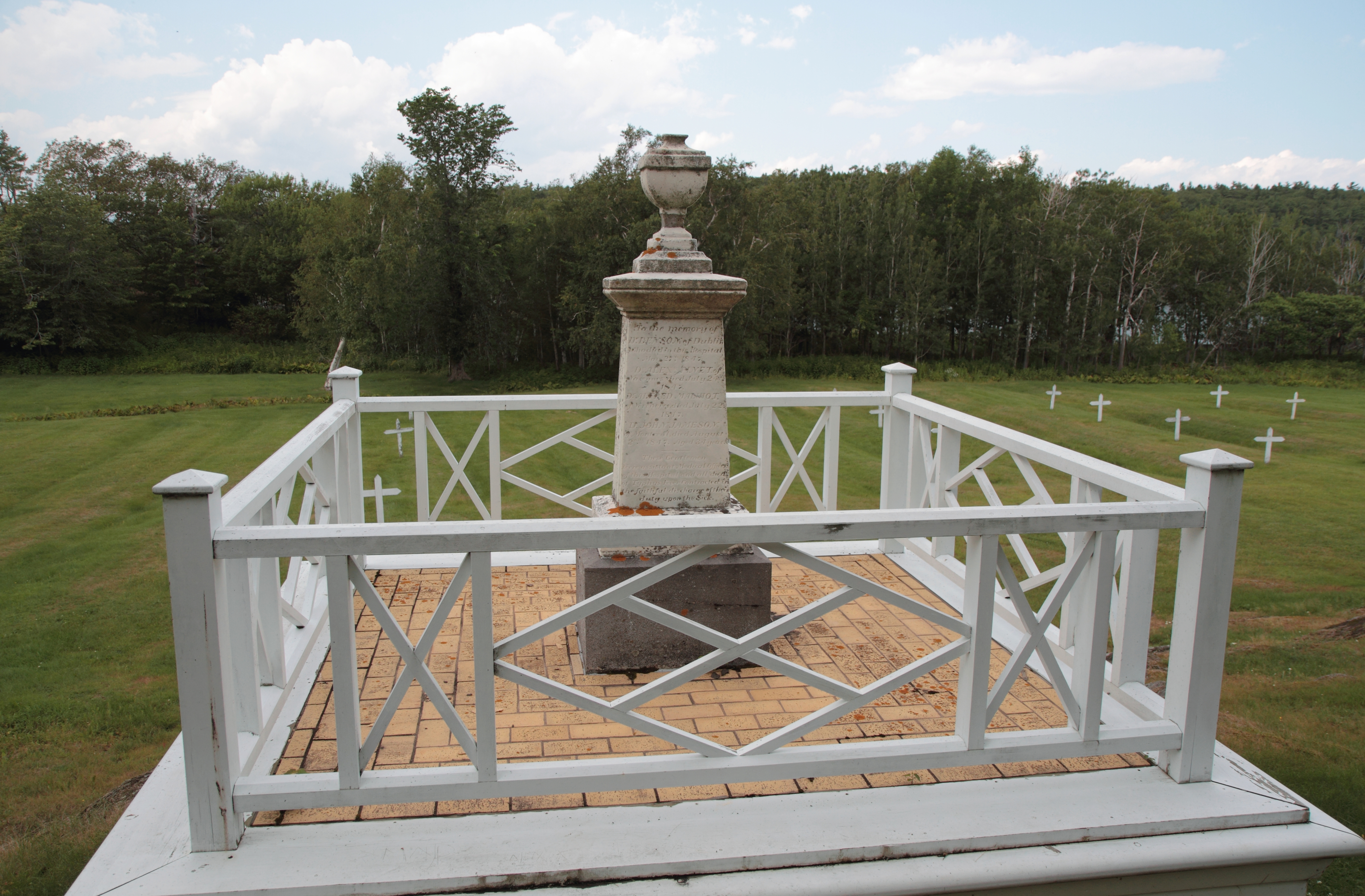
Monument aux médecins, érigé par le Dr Douglas

À la suite de la vague migratoire de 1847, Grosse-Île devient rapidement un lieu de mémoire primordial pour la communauté irlandaise du Canada et du Québec. À partir de 1897, l’Ancient Order of Hibernians (en) (AOH), une société fraternelle irlando-catholique, devient un des principaux groupes à réclamer la construction d’un monument convenable à la mémoire des Irlandais décédés à Grosse-Île. La section de Québec de l’AOH se rend à Grosse-Île en pèlerinage en 1897 pour commémorer le 50e anniversaire de la pire année de la famine irlandaise, en 1847. Dans les années qui suivent, les sections nord-américaines de l’AOH entreprennent de lever des fonds pour financer la construction d’un monument qu’elles jugent approprié pour « rappeler le souvenir des malheureux exilés irlandais et afficher notre réprobation des gestes politiques inacceptables dont ils furent les victimes ».
Le monument - une croix celtique haute de 46 pieds faite de granit gris de Stanstead – est érigé au printemps et à l’été 1909. Trois textes, un en français, un en anglais et un en gaélique, sont gravés à la base du monument. Le texte en français se lit ainsi :
« À la pieuse mémoire de milliers d’Irlandais qui pour garder la foi souffrirent la faim et l’exil et, victimes du typhus, finirent ici leur douloureux pèlerinage, consolés et fortifiés par le prêtre canadien.
"Ceux qui sèment dans les larmes moissoneront dans la joie."
PS. XXV. 5,. »

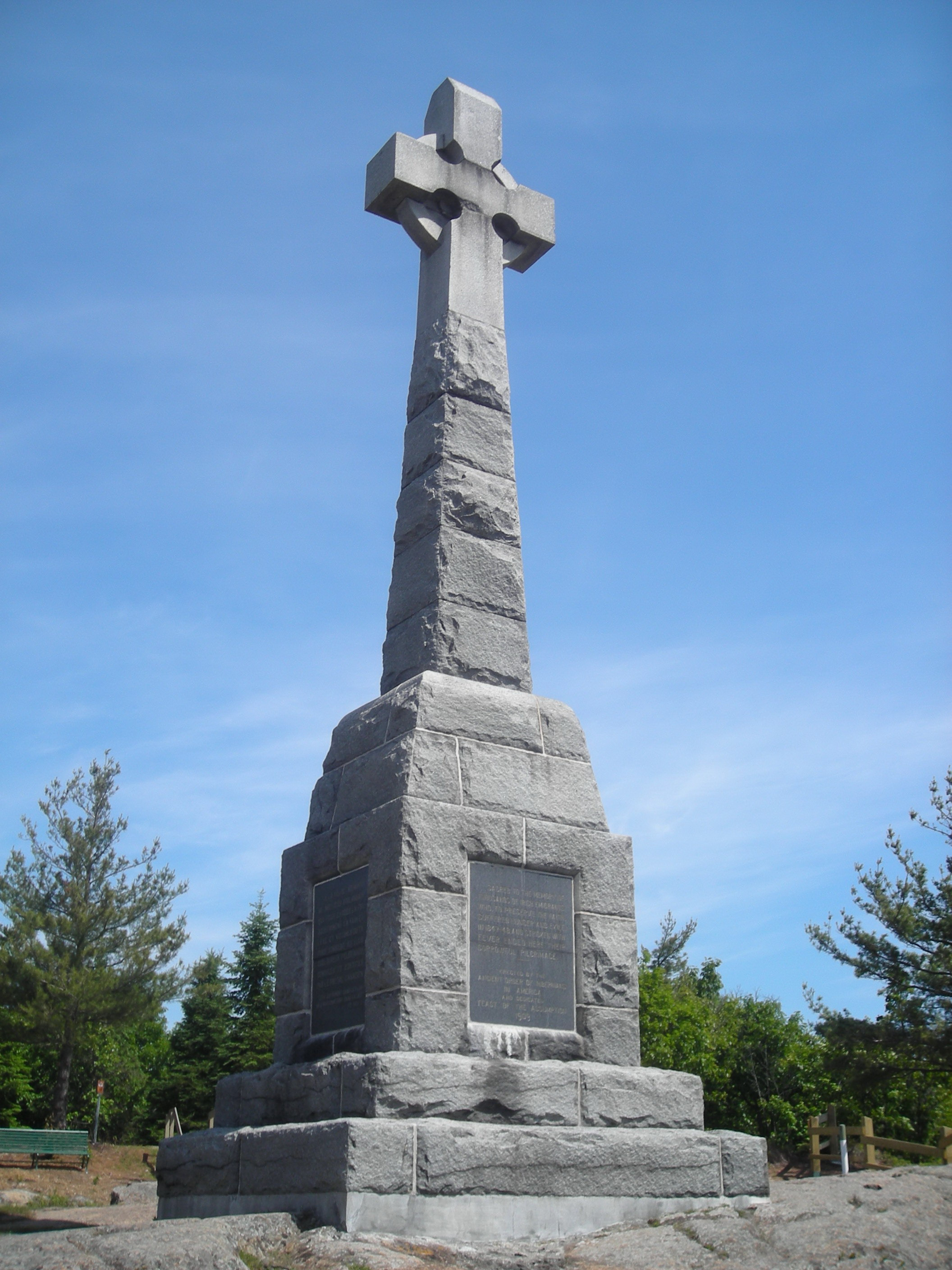
Croix dressée à Grosse-Île pour commémorer les morts

Outre les trois textes, un quatrième panneau indique les noms de prêtres qui vinrent donner des soins aux malades en 1847.
Le gouvernement canadien décide dans les années 1970 de mettre en valeur l’importance historique de Grosse-Île. Le site est d’ailleurs déclaré « site historique national » en 1984. Par contre des désaccords persistent à l’époque sur la manière de présenter l’histoire de l’île. Lors des premières discussions en ce sens dans les années 1990, Parcs Canada souhaite qu’un futur site historique à Grosse-Île célèbre de manière plus générale l’apport des immigrants européens du XIXe siècle à la société canadienne. Cela s’explique en partie par le désir du gouvernement canadien de présenter un récit cohérent aligné sur le multiculturalisme canadien afin de miner les efforts du Québec pour une représentation spéciale au sein du Canada. Dans cette optique, il ne convenait ni de mettre l'accent sur les aspects tragiques de l’histoire de Grosse-Île – comme le choléra en 1832 et la dévastation de 1847 – ni de mettre l'accent sur l’expérience historique des Irlandais au détriment de celles d’immigrants d’autres nationalités. Face à ces intentions manifestées par Parcs Canada, la communauté irlandaise du Canada se mobilise pour contester ce qui est, à leurs yeux, une représentation inexacte de leur histoire.
Marianna O’Gallagher, historienne et l'une des principales architectes du projet d’un site historique sur Grosse-Île, écrit en 1984 que l’île « est certes précieuse. Il faut la fouler en toute conscience de son histoire, avec respect, bienveillance et curiosité, en étant prêt à recréer des scènes du passé. Les visiteurs souvent mal informés désirent s’initier à la fascinante histoire de Grosse-Île. Un centre d’information, voire d’interprétation, les préparerait bien à une visite dans le passé, à un pèlerinage. Évitons à tout prix les snacks bars. L’île tient lieu, après tout, de vaste cimetière... ». » Plusieurs des recommandations de la communauté irlando-canadienne sont communiquées par l’entremise de groupes communautaires, dont Action Grosse-Île et le Irish Solidarity Committee. Finalement, la Commission des lieux et monuments historiques du Canada décide en 1994 de se concentrer sur l’aspect irlandais de Grosse-Île sous la thématique plus large de l’immigration. En 1996, le gouvernement canadien met encore l'accent sur l’expérience irlandaise à Grosse-Île en annonçant par l’entremise de la ministre du Patrimoine canadien Sheila Copps qu'elle ne serait pas commémorée sous le thème de l’immigration. Plutôt, le site serait nommé « Lieu historique national de la Grosse-Île-et-le-Mémorial-des-Irlandais ». Il porte toujours ce nom.

## Lieu historique national de la Grosse-Île-et-le-Mémorial des Irlandais

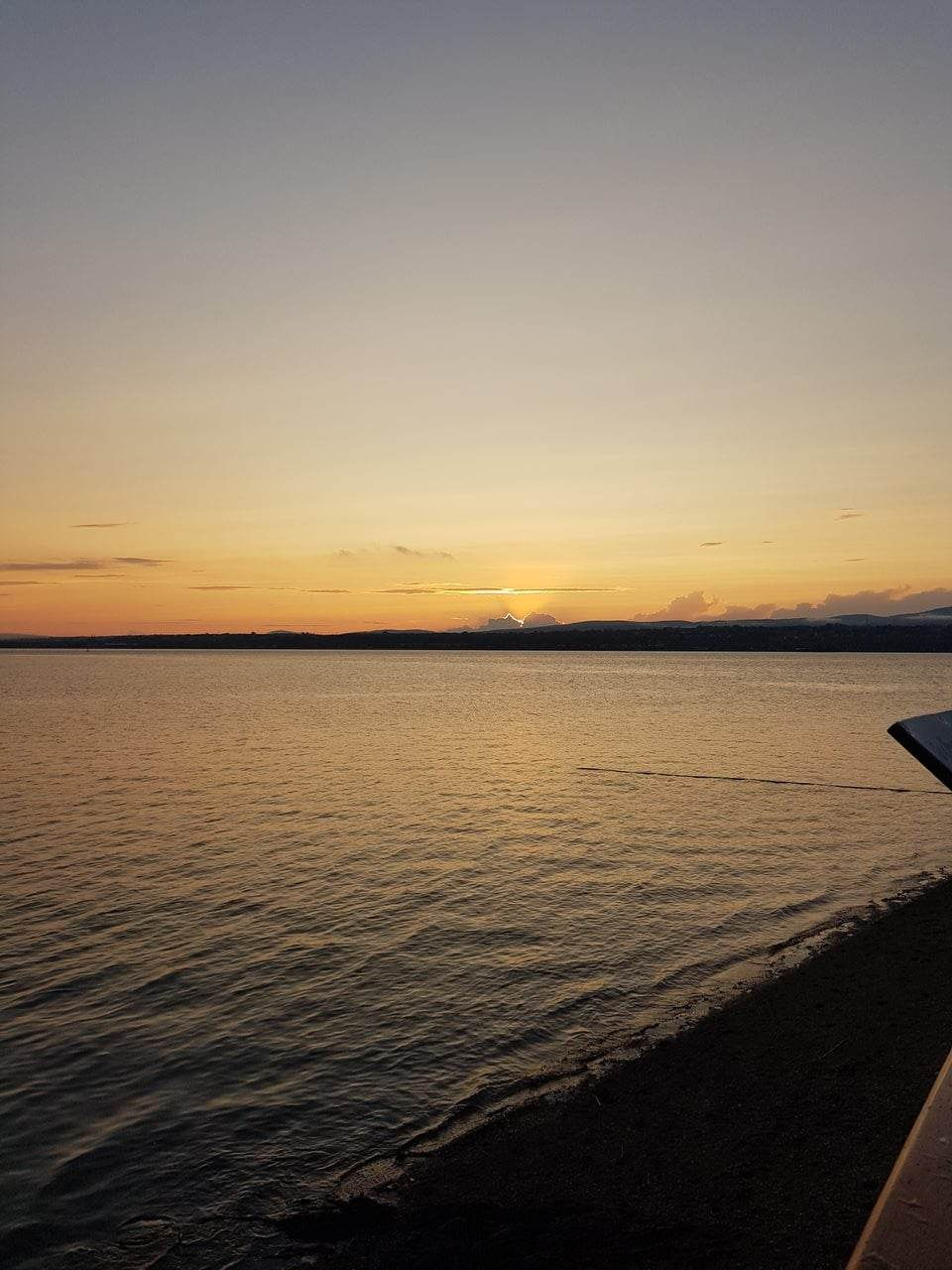
Coucher de soleil sur le fleuve Saint-Laurent à partir de la Grosse île.

En 1984, la Corporation pour la mise en valeur de Grosse-Île, organisme sans but lucratif, a été fondée par Jean-Marie Dionne, auparavant médecin-vétérinaire pour le ministère canadien de l'agriculture à l'époque où Grosse-Île était un lieu de quarantaine animale. La corporation travaille avec Parcs Canada afin de conserver le lieu et de le mettre en valeur.
Le Lieu historique national de la Grosse-Île-et-le-Mémorial-des-Irlandais est ouvert au public de mai à octobre. En plus de visiter les divers monuments de l’île et le cimetière irlandais, les visiteurs peuvent participer à des activités interactives et voir des expositions muséales sur l’histoire médicale sur l’île ainsi que sur la vie sur l’île au fil du temps.

## Culture populaire
Le roman Entry Island (2013) (d'après l'Ile d'Entrée aux Iles de la Madeleine) de l'Écossais Peter May décrit la pénible traversée, l'arrivée, le séjour, et l'évasion de migrants écossais sur Grosse Ile dans les années 1840, dans la foulée de l'épisode des highland clearances en Écosse et en Irlande.
Il y a des romans québécois dont les histoires se déroulent (principalement ou en partie) à Grosse-Île: par exemple, Terreur sur l’île (Carolyn Chouinard), Les semeurs d’espoir (Micheline Duff), et L’Odyssée des Gaëls: de l’Irlande à l’Amérique (Anne-Michèle Lévesque),,.
Il existe également un groupe de musique traditionnelle québéco-irlandais appelé Grosse Isle. Le répertoire de ce groupe comprend des pièces traditionnelles de l’Irlande et du Québec, ainsi que des compositions originales des membres du groupe: les québécois Sophie Lavoie au violon et François-Félix Roy à la guitare et la podorythmie (auparavant André Marchand), ainsi que l'irlandais Fiachra O’Regan à la cornemuse irlandaise, au whistle et au banjo.